# Qarunien
Das Qarunien, auch als Fayum-B-Kultur bezeichnet, ist eine epipaläolithische Kultur des prädynastischen Ägyptens.
Die Kultur wird ungefähr zwischen 6000 und 5000 v. Chr. angesetzt. Fundstätten des Qarunien wurden in den Arealen nördlich und westlich des heutigen Fayyum-Beckens identifiziert, die Fundplätze deuten auf nur saisonale Bewohnung hin. Die Steinindustrie des Fayum B ist mikrolithisch. Typische Werkzeuge umfassen Messer und Kratzer, einige Typen, wie zum Beispiel die Pfeilspitzen, überschneiden sich mit der späteren Fayum-A-Kultur, was eine Verbindung zwischen den beiden Kulturen aufzeigen könnte. Keramik kommt nicht vor. Nach den faunistischen Überresten zu urteilen lebten die Gemeinschaften des Qarunien zu großen Teilen vom Fischfang, zusätzlich betrieben sie Jagd auf Wildtiere und sammelten pflanzliche Nahrung. Aus der gesamten Phase ist nur ein Begräbnis bekannt, eine etwa vierzigjährige Frau wurde in leicht zusammengezogener Position, auf ihrer linken Seite liegend, mit dem Kopf nach Osten, bestattet.